# Corrachia leucoplaga
Corrachia leucoplaga ist eine seltene Schmetterlingsart aus Costa Rica.

## Merkmale

### Falter
Die Art erreicht eine Flügelspannweite von etwa 35 Millimeter und eine Körperlänge von etwa 15 Millimeter. Körper und Flügel sind schiefergrau gefärbt, die Flügel mit weißer Zeichnung. Die Vorderflügel besitzen einen geraden Vorderrand, ihr Außenrand ist gerundet. Die Hinterflügel sind langgestreckt elliptisch und erreichen in etwa die Länge der Vorderflügel. Die Vorderflügel tragen mittig eine breite weiße, etwas ausgebuchtete Querbinde, die nach vorn bis zur Subcosta reicht. Sie ist auf der Unterseite außen von einem unscharfen, dunklen Band begleitet. Beim Männchen ist sie verkürzt zu einem weißgrauen Diskalfleck. Der Flügel trägt nahe der Spitze (Apex) am Vorderrand noch einen kleinen weißen Fleck. Die Hinterflügel tragen am Außenrand eine Reihe dunklerer, halbmondförmiger Flecke, ihre Unterseite ist einfarbig grau. Die Antennen sind deutlich gekeult und relativ kurz.

### Ei
Die Eier der Art sind kurz zylindrisch mit glatter Oberfläche und konkaver Einsenkung um die Mikropyle, der obere Rand ist purpurn pigmentiert.

## Lebensweise und Verbreitung
Die Art ist Endemit von Costa Rica. Sie lebt ausschließlich im Gebirge, in der Wolken- und Nebelwaldstufe, sie wird trotz der wenigen Funde und des kleinen Verbreitungsgebiets aufgrund des entlegenen Lebensraums als vermutlich ungefährdet eingeschätzt. Raupenfutterpflanze ist Myrsine coriacea (Familie Myrsinengewächse)

## Taxonomie und Systematik
Corrachia leucoplaga steht relativ isoliert, sie ist einzige Art ihrer Gattung und Tribus (monotypisch). Während einige Systematiker für sie eine eigene Unterfamilie einrichten wollten, überwiegt heute eine Einbeziehung in die Unterfamilie Euselasiinae.